# Ровненская волость
Ровненская волость — административно-территориальная единица, входившая в состав Новоузенского уезда Самарской губернии. Образована в 1881 года в результате разукрупнения Тарлыцкой волости
Административный центр - село Ровное.
Население волости составляли преимущественно немцы, католики.
В период до установления советской власти волость имела аппарат волостного правления, традиционный для таких административно-территориальных единиц Российской империи.
Волость располагалась в западной части Новоузенского уезда, по левую сторону от реки Волги. Согласно карте уездов Самарской губернии 1912 года волость состояла из двух частей. Основной участок граничил на западе - с Саратовской губернией, на севере - с Тарлыцкой волостью, на востоке - с Бизюкской волостью, на юго-востоке - с Торгунской волостью, на юге - со Старополтавской волостью, на юго-западе - с Черебаевской волостью. Вторая часть волости на юго-западе и северо-востоке граничила с Черебаевской волостью, на юго-востоке - с Иловатской волостью, на северо-западе - с Саратовской губернией. В основную часть волости вклинивается чересполосный участок Тарлыцкой волости
Территория бывшей волости является частью земель Ровенского района Саратовской области и Старополтавского района Волгоградской области.

## Состав волости
| № | Населённые пункты (без хуторов) | Население (1889 год) | Население (1910 год) | Преобладающие национальности, вероисповедания | Современное состояние |
| - | ------------------------------- | -------------------- | -------------------- | --------------------------------------------- | --------------------- |
| 1 | село Кочетное (Гельцель)        | 2218                 | 2907                 | немцы, католики                               | село, Ровенский район |
| 2 | село Краснополье (Прейс)        | 3710                 | 5579                 | немцы, католики                               | не существует         |
| 3 | посёлок Крутинский              | -                    | 377                  |                                               | не существует         |
| 4 | село Кустарево-Краснорыновка    | 2386                 | 3307                 | немцы, католики                               | не существует         |
| 5 | село Ровное (Зельман)           | 4527                 | 7508                 | немцы и русские, католики и православные      | село, Ровенский район |